# Шелюгівська сільська рада
| Шелюгівська сільська рада — колишній орган місцевого самоврядування у Якимівському районі Запорізької області з адміністративним центром у с. Шелюги. Водоймища на території, підпорядкованій даній раді: річка Малий Утлюг, Молочний лиман. Сільській раді підпорядковані населені пункти: - с. Шелюги - с. Мала Тернівка |

## Склад ради
Рада складається з 16 депутатів та голови.

### Керівний склад ради
| ПІБ                          | Основні відомості                                                                                  | Дата обрання | Дата звільнення |
| ---------------------------- | -------------------------------------------------------------------------------------------------- | ------------ | --------------- |
| Ковальов Валерій Васильович  | Сільський голова, 1957 року народження, освіта, безпартійний                                       | 26.03.2006   | 31.10.2010      |
| Ковальов Валерій Васильйович | Сільський голова, 1957 року народження, освіта вища, член Всеукраїнського об'єднання 'Батьківщина' | 31.10.2010   |                 |

Примітка: таблиця складена за даними джерела